# Naval Construction Battalion Center Port Hueneme
Centre du bataillon de construction navale de Port Hueneme
Le Centre du bataillon de construction navale de Port Hueneme (Naval Construction Battalion Center Port Hueneme), a fonctionné comme une base indépendante de 1942 à 2000 en tant que port d'attache de la côte ouest des bataillons de construction de la marine, les Seabees. En 2000, la CBC a fusionné avec la Naval Air Station Point Mugu (NAS Point Mugu) pour former la nouvelle Base navale du comté de Ventura.

## Historique
En 1942, au début de la Seconde Guerre mondiale, des équipes d'enquête navale ont été envoyées le long de la côte du Pacifique à la recherche de nouveaux emplacements pour les installations navales. Une équipe cherchait un site pour construire une base navale pour soutenir les activités de construction navale dans les bases avancées du Pacifique.

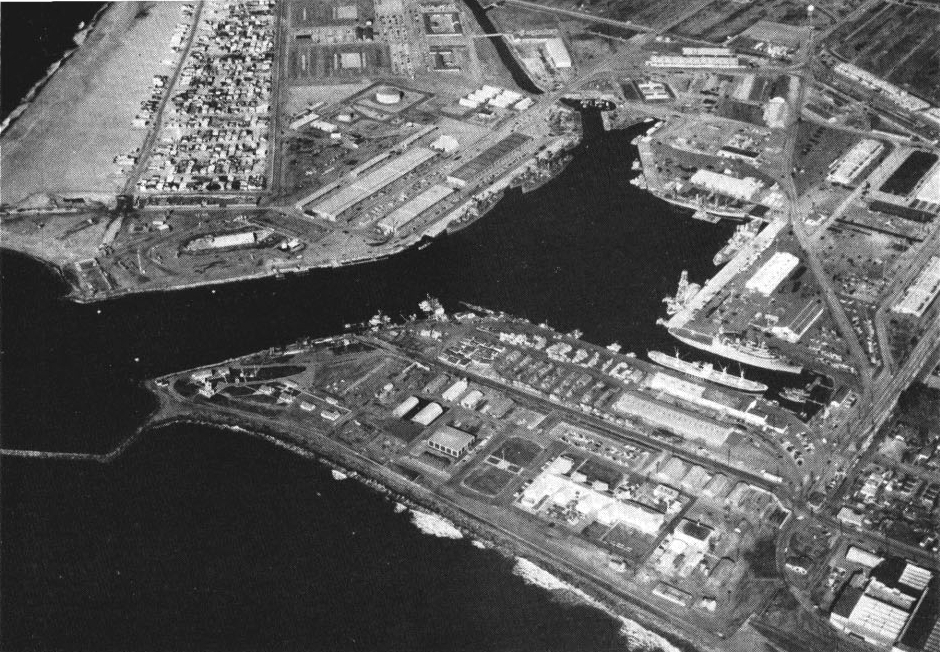
Port Hueneme

L'équipe est venue à Port Hueneme, en Californie et l'a reconnu comme un port idéal, car c'était le seul port en eau profonde du Pacifique entre Los Angeles et San Francisco. La nouvelle de la découverte a été envoyée à l'amiral Ben Moreell, chef du Bureau of Yards and Docks, qui s'affairait à mettre sur pied les nouveaux bataillons de génie militaire. Port Hueneme fut donc provisoirement choisi comme site pour le dépôt de la base avancée sur la côte du Pacifique. Le 16 février 1942, l'amiral Moreell envoya ses recommandations au chef des opérations navales et il a été rapidement approuvé.
L'installation de Port Hueneme a été construite comme un dépôt temporaire pour former, mettre en scène et approvisionner les Seabees nouvellement créés. La base a été officiellement établie et a commencé à fonctionner le 18 mai 1942 en tant que dépôt de base avancé. En 1945, l'Advance Base Depot (ADB) a été rebaptisé Naval Construction Battalion Center.
Pendant la guerre de Corée, presque tout l'équipement de construction et les fournitures de l'US Navy pour la guerre ont été acheminés par le CBC Port Hueneme.

## Locataires de Port Hueneme

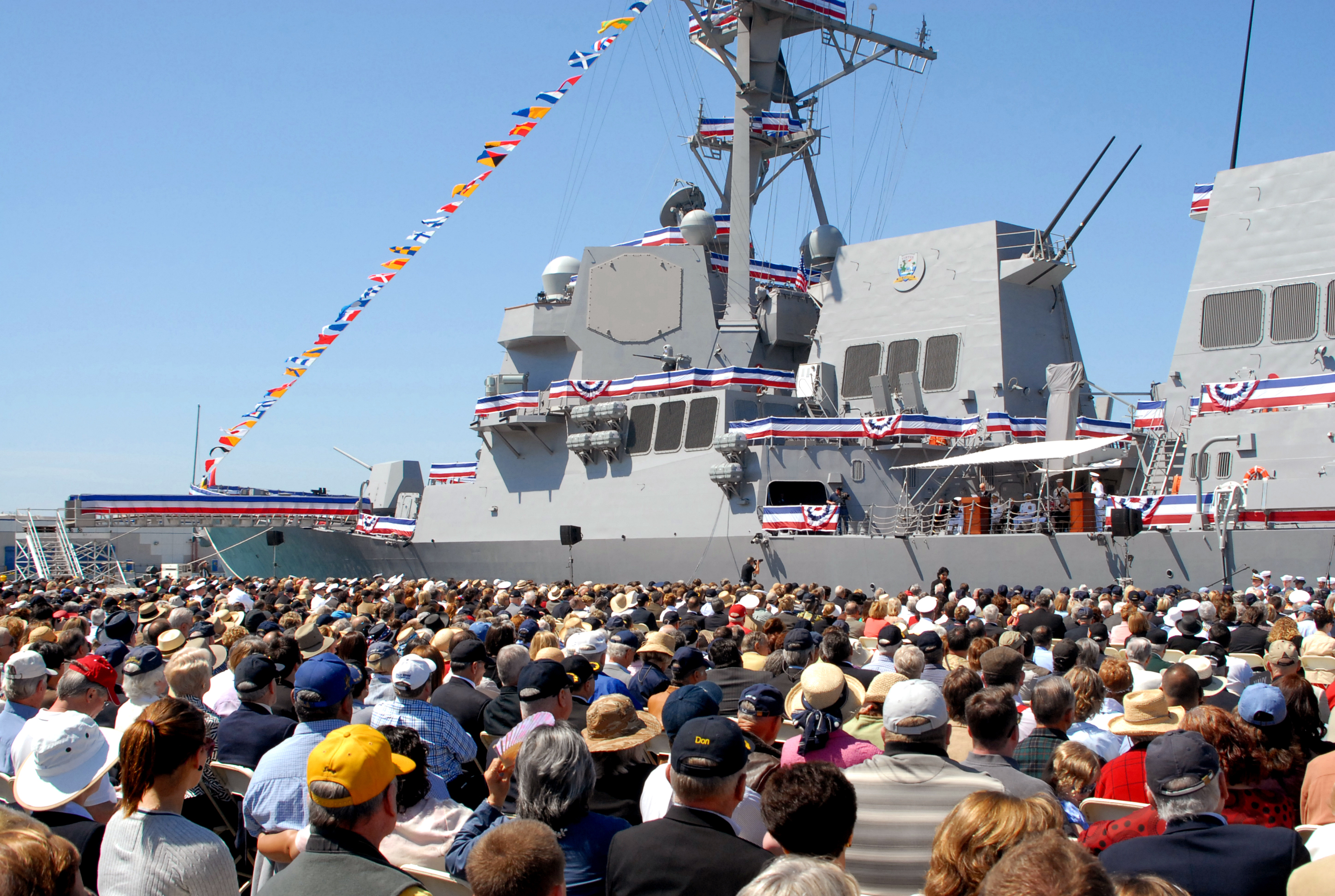
Le destroyer lance-missiles USS Stockdale est mis en service à la base navale du comté de Ventura

- Opérations de soutien logistique en Antarctique, anciennement une opération navale, désormais gérée par des sous-traitants civils de la Division des programmes polaires de la Fondation nationale pour la science[2],

Insigne des Seabee

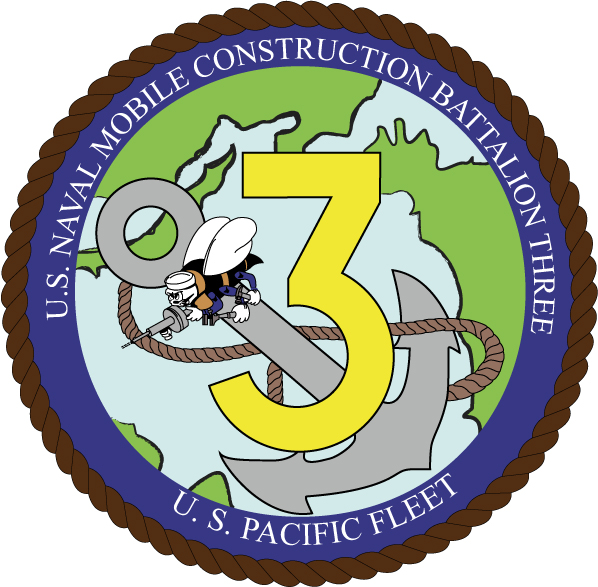
Insigne du 3e bataillon Seabee

- Centre d'ingénierie des Seabees et des installations :
  - Centre de formation en construction navale
  - École des officiers du corps du génie civil naval
- Defense Contract Management Agency (en) (DCMA)
- Détachement 1, 344th Air Force Training Squadron de l'United States Air Force[3]
- Services de documentation de la Defense Logistics Agency (DLA),
- École des officiers de service du génie
- Équipement de soutien aux services publics mobiles
- Deuxième unité de soutien de la force de construction navale
- Centre d'acquisition d'installations navales pour la formation
- Centre de services d'ingénierie des installations navales
- Centre logistique expéditionnaire des installations navales
- Naval Surface Warfare Center Port Hueneme (en) (NSWC PHD)[4],
- Navy Cargo Handling Battalion (en) (14th NCHB)[5],
- U.S. Naval Construction Force :
  - Naval Mobile Construction Battalion 3 (en) (NMCB 3),
  - Naval Mobile Construction Battalion 4 (en) (NMCB 4),
  - Naval Mobile Construction Battalion 5 (en) (NMCB 5),
  - Underwater Construction Teams (en) (UCT 2),
  - 1er régiment de construction navale[6]
  - Naval Construction Group One[7],